# Lundwood
Lundwood ist ein Dorf im Metropolitan Borough of Barnsley in South Yorkshire. Das Dorf wurde rund um die Ruinen der Monk Bretton Priory errichtet. Der Name Lundwood stammt aus dem altnordischen lundr = heiliges Wäldchen und dem isländischen wud = begraben.

## Dokumentation auf Phoenix
Der Fernsehsender Phoenix sendete eine Dokumentation über den Pfarrer James McCatskill und seine Versuche, die Einwohner von Lundwood wieder in die Kirche St. Mary Magdalene zu locken. Sie hieß Gläubige dringend gesucht – Die Pfarr-GmbH und lief ursprünglich auf dem britischen Fernsehsender Channel 4 unter dem Namen Priest Idol. Die Aktionen waren sehr erfolgreich, jedoch wurde die Kirche fast komplett durch ein Feuer zerstört. Die restlichen Teile wurden abgerissen; es soll eine neue Kirche errichtet werden.